# Hagan Bayley
Pour les articles homonymes, voir Bayley.
John Hagan Pryce Bayley (né le 13 février 1951) est un scientifique britannique, qui occupe le poste de professeur de biologie chimique à l'Université d'Oxford.

## Biographie
Bayley fait ses études à la King's School, Chester, au Balliol College, Oxford et à l'Université Harvard, où il obtient un doctorat en 1979,,,.
Originaire du Pays de Galles, il passe une grande partie de son début de carrière entre le Royaume-Uni et les États-Unis. Après son doctorat, Bayley effectue des recherches postdoctorales au Massachusetts Institute of Technology. Il est auparavant à l'Université Columbia, à la faculté de médecine de l'Université du Massachusetts et à l'Université A&M du Texas. Bayley est basé à l'Université d'Oxford depuis 2003 et est membre du Hertford College d'Oxford.
Les recherches de Bayley reposent en grande partie sur l'étude et l'ingénierie des protéines porogènes transmembranaires, ainsi que sur les intérêts de la transduction du signal chimique et des matériaux biomoléculaires. Il est cofondateur d'Oxford Nanopore Technologies Ltd. Les recherches de Bayley comprennent des travaux sur la protéine porogène alpha-hémolysine  conçue pour la détection qui est largement citée.
Bayley est élu membre de la Royal Society en 2011. Le Conseil scientifique l'a reconnu comme « l'un des 100 meilleurs scientifiques pratiquants du Royaume-Uni » en 2014.